# 买买提·肉孜
买买提·肉孜（1944年7月—2018年11月14日），男，维吾尔族，新疆人，中华人民共和国政治人物，二级大法官，曾任新疆维吾尔自治区高级人民法院党组副书记、院长，新疆维吾尔自治区法学会会长。